# アラン・ド・ボトン
アラン・ド・ボトン（Alain de Botton、1969年12月20日 - ）は哲学者、エッセイスト。イギリス・ロンドンに在住。

## 経歴
1969年、スイス・チューリッヒに生まれる。子ども時代にイギリスに移り、ケンブリッジ大学で思想史を学ぶ。その後、1992年ロンドン大学キングス・カレッジ・ロンドンで哲学の修士号を取得。
ロンドン大学大学院で哲学の教官として講義をしていたが、『小説 恋愛をめぐる24の省察』で作家デビュー。著作の相次ぐベストセラー化で、作家に転身した。現代のモンテーニュ風の哲学エッセイが世界中で好評を博している。

## 家族・親族
父親は、スイスの投資家で美術収集家のギルバート・ド・ボトン。

## 著作リスト
- Essays in Love (entitled On Love in the US) (1993) 
  - 『小説 恋愛をめぐる24の省察』白水社 1998年
- The Romantic Movement (1994)
- Kiss and Tell (1995)
- How Marcel Proust Can Change Your Life (1997, UK edition ISBN 0-330-35491-4) 
  - 『プルーストによる人生改善法』白水社 1999年
- The Consolations of Philosophy (2000)
  - 『哲学のなぐさめ 6人の哲学者があなたの悩みを救う』集英社 2002年
- The Art of Travel (2002)
  - 『旅する哲学 大人のための旅行術』集英社 2004年
- Status Anxiety (2004)
  - 『もうひとつの愛を哲学する ステイタスの不安』集英社 2005年

『プルーストによる人生改善法』、『哲学のなぐさめ』（テレビ番組のタイトルは、「哲学:幸福になるための道案内」となっている）、『もうひとつの愛を哲学する　ステイタスの不安』、そして『旅する哲学-大人のための旅行術』は、テレビ・シリーズ化されている。